# Cuculus
Cuculus – rodzaj ptaków z podrodziny kukułek (Cuculinae) w obrębie rodziny kukułkowatych (Cuculidae).

## Zasięg występowania
Rodzaj obejmuje gatunki występujące w Eurazji i Afryce.

## Morfologia
Długość ciała 25–34 cm; masa ciała 52–139 g.

## Systematyka

### Etymologia
- Cuculus: łac. cuculus „kukułka”[10].
- Edolius: fr. nazwa „Edolio” dla wędrownej kukułki pospolitej[11]. Gatunek typowy: Cuculus capensis Statius Müller, 1776 (= Cuculus solitarius Stephens, 1815).
- Coccyx: gr. κοκκυξ kokkux, κοκκυγος kokkugos „kukułka”[12]. Gatunek typowy: Cuculus canorus Linnaeus, 1758.
- Nicoclarius: gr. νικαω nikaō „zwyciężyć, panować”, od νικη nikē „zwycięstwo”; κλεπτω kleptō „kraść”[13]. Gatunek typowy: Cuculus optatus Gould, 1845.
- Notococcyx: gr. νοτος notos „południe”; κοκκυξ kokkux, κοκκυγος kokkugos „kukułka”[14]. Gatunek typowy: Cuculus solitarius Stephens, 1815.
- Surniculoides: rodzaj Surniculus Lesson, 1830 (kukielczyk); gr. -οιδης -oidēs „przypominający”[15]. Gatunek typowy: Cuculus clamosus Latham, 1801.
- Versiculus: łac. versiculus „mała linia, pojedyncza linia”, zdrobnienie od versus „linia”, od vertere „skręcić”[16]. Gatunek typowy: Cuculus optatus Gould, 1845.
- Multivoculus: łac. multi- „dużo, wiele”, od multus „wiele”; vocula „niski głos, niski ton”, zdrobnienie od vox, vocis „głos”[17]. Gatunek typowy: Cuculus poliocephalus Latham, 1790.

### Podział systematyczny
Do rodzaju należą następujące gatunki:
- Cuculus crassirostris (Walden, 1872) – kukułka szarogłowa
- Cuculus solitarius Stephens, 1815 – kukułka rdzawopierśna
- Cuculus clamosus Latham, 1801 – kukułka czarna
- Cuculus micropterus Gould, 1838 – kukułka krótkoskrzydła
- Cuculus canorus Linnaeus, 1758 – kukułka zwyczajna
- Cuculus gularis Stephens, 1815 – kukułka sawannowa
- Cuculus optatus Gould, 1845 – kukułka syberyjska
- Cuculus saturatus Blyth, 1843 – kukułka wschodnia
- Cuculus lepidus S. Müller, 1845 – kukułka sundajska
- Cuculus poliocephalus Latham, 1790 – kukułka mała
- Cuculus rochii Hartlaub, 1863 – kukułka popielata